# Totoras (Sullana)
Totoras es una localidad peruana ubicada en el distrito de Lancones, perteneciente a la provincia de Sullana del departamento de Piura, al norte del Perú. 

## Demografía
En 1993 Totoras tenía una población de 13 habitantes, mientras que en 2017 no se registró ningún habitante.
| Gráfica de evolución demográfica de Totoras entre 1993 y 2017 |
|                                                               |
| Fuentes: Población 1993 y 2017                                |